# BOOM BOOM BOMB-BA-YEA
「BOOM BOOM BOMB-BA-YEA」（ブンブンボンバイヤ）は、MAXの38枚目のシングルである。2024年11月13日にSONIC GROOVEから発売された。

## 解説
- 約3年ぶりのシングル。
- CD+2Blu-ray、CDのみの2形態で発売。

## 収録曲

### CD
1. BOOM BOOM BOMB‐BA‐YEA [3:24]
作詞：leonn(Blue Bird's Nest) / 作曲：日比野裕史(Blue Bird's Nest) / 編曲：日比野裕史(Blue Bird's Nest)
2. Midnight Lover [3:14]
作詞：KIKORI、小川裕太郎 / 作曲：KIKORI、小川裕太郎 / 編曲：KIKORI、小川裕太郎
3. Revival Bubble [3:23]
作詞：徳田光希 / 作曲：徳田光希 / 編曲：徳田光希
4. Lovin' Me [3:34]
作詞：miwaflower / 作曲：Sunny、Tasuku Maeda / 編曲：Tasuku Maeda

### CD+2Blu-ray
上記のCDに、以下の内容の2Blu-rayが加わる。

#### DISC 1
1. MAX LIVE CONTACT 2022～Fantastic Journey～ (LIVE Movie)
2. MAX LIVE CONTACT 2023 ～FANTASIA～ (LIVE Movie)

#### DISC 2
1. BOOM BOOM BOMB-BA-YEA (Music Video)
2. BOOM BOOM BOMB-BA-YEA (Behind the Scenes)

## リリースイベント
- MAX：「BOOM BOOM BOMB-BA-YEA」発売記念リリースイベント
  - 開催日時/開催会場
    - 2024年11月12日(火)
19:00〜/タワーレコード渋谷店 B1F CUTUP STUDIO
    - 2024年11月23日(土)
1回目：13:00〜/2回目：16:00〜/レイクウォーク岡谷 1F レイクコート
    - 2024年11月24日(日)
1回目：13:00〜/2回目：16:00〜/ピオニウォーク東松山 1F ピオニコート
    - 2024年12月21日(土)
1回目：13:30〜/2回目：16:30〜/サントムーン柿田川 本館1F セントラルコート

  - 内容：ミニライヴ・特典会
  - セットリスト：「Give me a Shake」〜「BOOM BOOM BOMB-BA-YEA」〜「Lovin' Me」〜「Ride on time」